# 查理·卡夫曼
查理·卡夫曼（英語：Charlie Kaufman，1958年11月1日—）是一名美國編劇、電影監製及導演，作品多不合常規卻大受好評，曾多次入圍大型影視獎項的最佳原創劇本獎或改編劇本獎，包括奧斯卡金像獎及BAFTA，更於2003年憑《無痛失戀》贏得奧斯卡最佳原創劇本獎。代表作有《傀儡人生》、《何必偏偏玩謝我》及《無痛失戀》等。

## 個人生平
查理·考夫曼出生在美國紐約市的猶太人家庭。他的父親是一位工程師，母親是一位家庭主婦。

## 作品列表

### 電影
- 1999年：《傀儡人生》Being John Malkovich（編劇、執行製片人）
- 2001年：《還我本性（英语：Human Nature (2001 film)）》Human Nature（編劇、監製）
- 2002年：
  - 《蘭花賊》Adaptation.（編劇、執行製片人）
  - 《神經殺手》Confessions of a Dangerous Mind（編劇）
- 2004年：《王牌冤家》Eternal Sunshine of the Spotless Mind（編劇、執行製片人）
- 2008年：《紐約浮世繪（英语：Synecdoche, New York）》Synecdoche, New York（編劇、導演、監製)
- 2015年：《安諾瑪麗莎》Anomalisa（編劇、導演和監製）
- 2020年：《我想結束這一切（英语：I'm Thinking of Ending Things）》I'm Thinking of Ending Things（編劇、導演和監製）
- 2024年：《我的好朋友黑漆漆》Orion and the Dark（編劇）

### 電視
- Get a Life (1991–92)
- The Dana Carvey Show (1993)
- The Trouble With Larry (1993)
- The Edge (1993–94)
- Ned and Stacey (1996–97)
- Moral Orel (2006)[4]

### 舞台劇
- Hope Leaves the Theater (2005; playwright, director)

## 外部連結
- 美國全国公共广播电台上的訪問 （页面存档备份，存于）
- 查理·卡夫曼在互联网电影资料库（IMDb）上的資料（英文）
- 《紐約時報》上的生平 （页面存档备份，存于）